# Karangduwur (Ayah)
Karangduwur is een bestuurslaag in het regentschap Kebumen van de provincie Midden-Java, Indonesië. Karangduwur telt 4045 inwoners (volkstelling 2010).